# Lofta landsfiskalsdistrikt
Lofta landsfiskalsdistrikt var 1918-1941 ett landsfiskalsdistrikt i Kalmar län, bildat när Sveriges indelning i landsfiskalsdistrikt trädde i kraft den 1 januari 1918, enligt beslut den 7 september 1917. Landsfiskalsdistriktet avskaffades den 1 oktober 1941 (genom kungörelsen 28 juni 1941) när Sverige fick en ny indelning av landsfiskalsdistrikt. Av dess ingående område överfördes kommunerna Lofta och Loftahammar till Gamleby landsfiskalsdistrikt och kommunerna Västra Ed, Östra Ed och Överum till Ukna landsfiskalsdistrikt.
Landsfiskalsdistriktet låg under länsstyrelsen i Kalmar län.

## Ingående områden
Den 1 januari 1931 bildades Överums landskommun och denna nya kommun förlades enligt beslut den 2 oktober 1930 till detta landsfiskalsdistrikt.

### Från 1918
Norra Tjusts härad:
- Lofta landskommun
- Loftahammars landskommun
- Västra Eds landskommun
- Östra Eds landskommun

### Från 1931
Norra Tjusts härad:
- Lofta landskommun
- Loftahammars landskommun
- Västra Eds landskommun
- Östra Eds landskommun
- Överums landskommun